# A. Robert Lauer
A. Robert Lauer, hispanista estadounidense.

## Biografía
Bachiller en Artes por la Universidad Estatal de Ohio (Ohio State University) y doctor en Lenguas y Literaturas Románicas por la de Míchigan, con una tesis sobre el tiranicidio en el teatro español. Fue profesor de la Universidad de Wisconsin-Milwaukee. En la actualidad es profesor de la Universidad de Oklahoma. Ha publicado más de un centenar de artículos, sin contar reseñas y otros trabajos. Le interesa en especial el teatro clásico español, sobre todo el de Calderón, y la literatura del Siglo de Oro en general, sobre todo Cervantes, así como la novela y el cine contemporáneos españoles e hispanoamericanos.

## Obras
- Ruta, Maria Caterina y A. Robert Lauer, eds. Un paseo entre los centenarios cervantinos. Monográfico especial sobre Cervantes. Cuadernos AISPI [Associazione Ispanisti Italiani]: Estudios de lenguas y literaturas ibéricas 5 (2015). 244 pp. En línea: julio, 2015. http://www.ledijournals.com/ojs/index.php/cuadernos/issue/view/76
- Pedro Calderón de la Barca. El tesoro escondido. Edición crítica de A. Robert Lauer. Pamplona / Kassel: Universidad de Navarra / Edition Reichenberger, 2012. Autos sacramentales completos de Calderón, edición crítica 75; Teatro del Siglo de Oro, ediciones críticas 182. 230 pp. ISBN 9783937734958. http://www.unav.edu/publicacion/autos-calderon/76 (enlace roto disponible en Internet Archive; véase el historial, la primera versión y la última).
- Cervantes and His Legacy in Contemporary Fiction. Edited by A. Robert Lauer and Sonya S. Gupta. A special double issue of the Central Institute of English and Foreign Languages Bulletin [New Series] 15.2 (Dec. 2005) and 16.1 (June 2006): 1-174. Hyderabad, India. ISSN 0970-8340. https://lists.ou.edu/cgi-bin/wa?A2=cervantes-l;b03b42b6.0709
- Cervantes y su mundo III. Edited by A. Robert Lauer & Kurt Reichenberger. Estudios de Literatura 92. Kassel: Edition Reichenberger, 2005.
- The Restoration of Monarchy: «Hados y lados hacen dichosos y desdichados». Edition, Notes, and Introduction by A. Robert Lauer. Teatro del Siglo de Oro. Ediciones Críticas 72. Kassel, Germany: Edition Reichenberger, 1997..
- Hispanic Essays in Honor of Frank P. Casa. Edited by A. Robert Lauer and Henry W. Sullivan. Ibérica 20. New York: Peter Lang Publishing, Inc., 1997. Reprinted in 1999.
- Tyrannicide and Drama. Part I. The Tradition of Tyrannicide from Polybius to Suárez. Part II. The Tyrannicide Drama in Spain from 1579 to 1698. Archivum Calderonianum 4. Stuttgart, Germany: Franz Steiner Verlag 1987.
- Lauer, A. Robert, ed. Lo abyecto, lo grotesco y lo sublime en la literatura áurea hispánica. Hispania felix: Revista hispano-rumana de cultura y civilización de los Siglos de Oro, vol. 7, 2016, pp. 1-300. ISSN-e 2171-2158.